# Macroglossum
Macroglossum är ett släkte av fjärilar som beskrevs av Giovanni Antonio Scopoli 1777. Macroglossum ingår i familjen svärmare.

## Dottertaxa tillMacroglossum, i alfabetisk ordning[1][2]
- Macroglossum adustum
- Macroglossum aesalon
- Macroglossum affictitia
- Macroglossum albibase
- Macroglossum albifascia
- Macroglossum albigutta
- Macroglossum albolineata
- Macroglossum alcedo
- Macroglossum alluaudi
- Macroglossum amoenum
- Macroglossum angustifascia
- Macroglossum approximans
- Macroglossum approximata
- Macroglossum aquila
- Macroglossum arcuatum
- Macroglossum assimilis
- Macroglossum augarra
- Macroglossum avicula
- Macroglossum belia
- Macroglossum belinda
- Macroglossum belis
- Macroglossum bengalensis
- Macroglossum bombus
- Macroglossum bombylans
- Macroglossum buini
- Macroglossum burmanica
- Macroglossum buruensis
- Macroglossum caldum
- Macroglossum calescens
- Macroglossum castaneum
- Macroglossum catapyrrha
- Macroglossum cinerascens
- Macroglossum clausa
- Macroglossum confluens
- Macroglossum convergens
- Macroglossum corythus
- Macroglossum cyniris
- Macroglossum divergens
- Macroglossum doddi
- Macroglossum dohertyi
- Macroglossum eichhorni
- Macroglossum errans
- Macroglossum ethus
- Macroglossum faro
- Macroglossum fasciata
- Macroglossum fasciatum
- Macroglossum ferrea
- Macroglossum fervens
- Macroglossum flavida
- Macroglossum floridense
- Macroglossum fringilla
- Macroglossum fritzei
- Macroglossum fruhstorferi
- Macroglossum fukienensis
- Macroglossum fulvicaudata
- Macroglossum fuscata
- Macroglossum fuscicauda
- Macroglossum gilia
- Macroglossum glaucoplaga
- Macroglossum glaucoptera
- Macroglossum godeffroyi
- Macroglossum gyrans
- Macroglossum haslami
- Macroglossum heliophila
- Macroglossum hemichroma
- Macroglossum hirundo
- Macroglossum hunanensis
- Macroglossum imperator
- Macroglossum inconspicua
- Macroglossum insipida
- Macroglossum interrupta
- Macroglossum inusitata
- Macroglossum inwasakii
- Macroglossum joannisi
- Macroglossum kanita
- Macroglossum kiushiuensis
- Macroglossum labrosa
- Macroglossum latifascia
- Macroglossum lepcha
- Macroglossum lepidum
- Macroglossum lifuensis
- Macroglossum limata
- Macroglossum lineata
- Macroglossum loochooana
- Macroglossum luteata
- Macroglossum lysithous
- Macroglossum marquesanum
- Macroglossum mediovitta
- Macroglossum meeki
- Macroglossum melanura
- Macroglossum melas
- Macroglossum micacea
- Macroglossum milvus
- Macroglossum mitchelli
- Macroglossum moecki
- Macroglossum moluccensis
- Macroglossum monotona
- Macroglossum moriolum
- Macroglossum motacilla
- Macroglossum multifascia
- Macroglossum navigatorum
- Macroglossum nigellum
- Macroglossum nigra
- Macroglossum nigrifasciata
- Macroglossum novebudensis
- Macroglossum nox
- Macroglossum nubilum
- Macroglossum obscura
- Macroglossum obscuripennis
- Macroglossum obscuripes
- Macroglossum oceanicum
- Macroglossum opis
- Macroglossum orientalis
- Macroglossum pachycerus
- Macroglossum palauensis
- Macroglossum pandora
- Macroglossum papuanum
- Macroglossum particolor
- Macroglossum passalus
- Macroglossum philippinense
- Macroglossum phlegeton
- Macroglossum phocinum
- Macroglossum piepersi
- Macroglossum platyxanthum
- Macroglossum poecilum
- Macroglossum prometheus
- Macroglossum proxima
- Macroglossum pseudogyrans
- Macroglossum pullius
- Macroglossum pylene
- Macroglossum pyrrhosticta
- Macroglossum pyrrhula
- Macroglossum queenslandi
- Macroglossum rectans
- Macroglossum rectifascia
- Macroglossum regulus
- Macroglossum saga
- Macroglossum samoanum
- Macroglossum scottiarum
- Macroglossum semifasciata
- Macroglossum sinensis
- Macroglossum sinica
- Macroglossum sitiene
- Macroglossum soror
- Macroglossum spilonotum
- Macroglossum splendens
- Macroglossum stellatarum
- Macroglossum stenoxanthum
- Macroglossum stevensi
- Macroglossum stigma
- Macroglossum sturnus
- Macroglossum subnubila
- Macroglossum sylvia
- Macroglossum taxicolor
- Macroglossum tenebrosa
- Macroglossum tenimberi
- Macroglossum tinnunculus
- Macroglossum tonganum
- Macroglossum trochiloides
- Macroglossum trochilus
- Macroglossum troglodytus
- Macroglossum ungues
- Macroglossum vacillans
- Macroglossum walkeri
- Macroglossum variegatum
- Macroglossum vialis
- Macroglossum vicinum
- Macroglossum vidua
- Macroglossum vitiense
- Macroglossum volucris
- Macroglossum xanthurus
- Macroglossum zena

## Bildgalleri

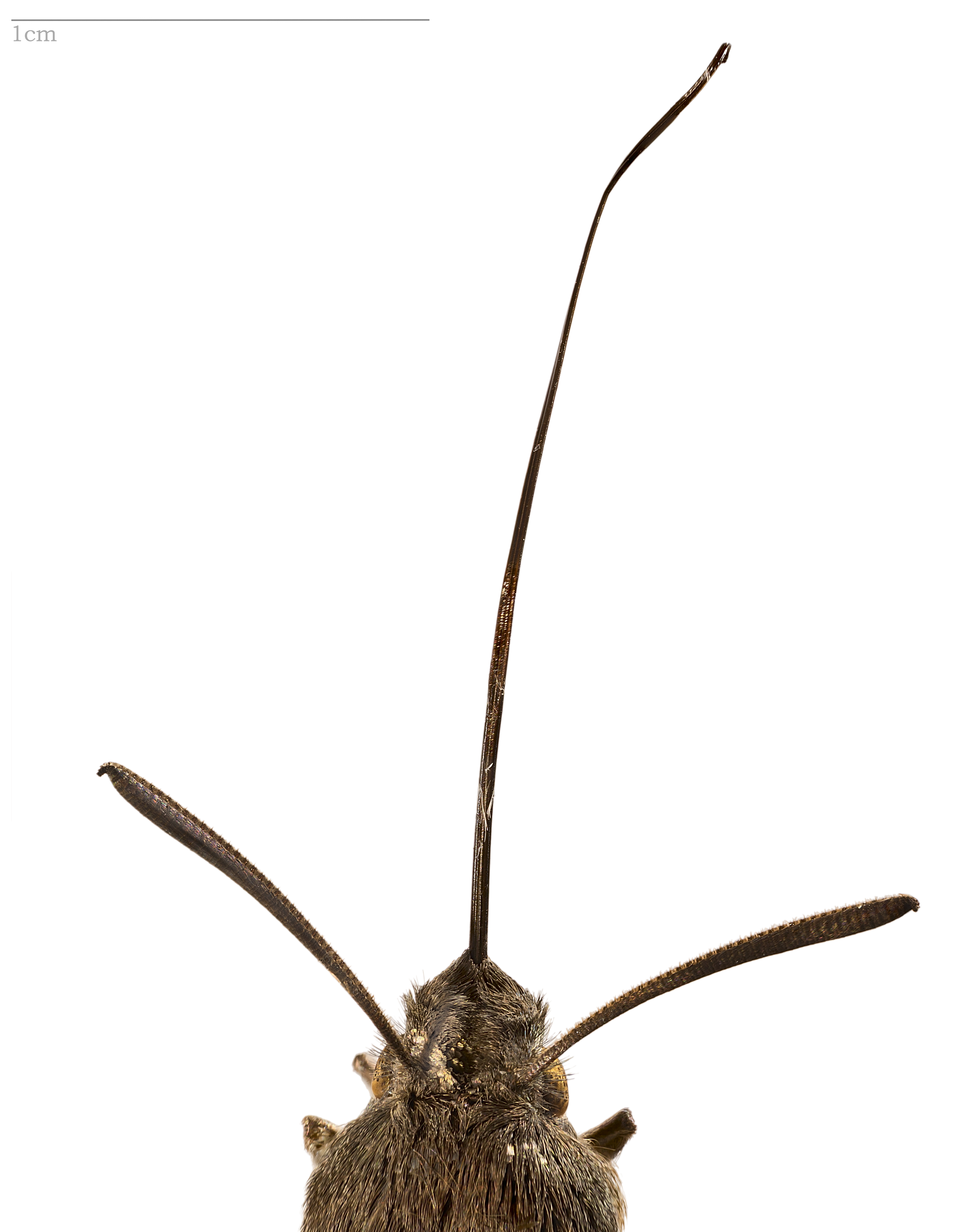
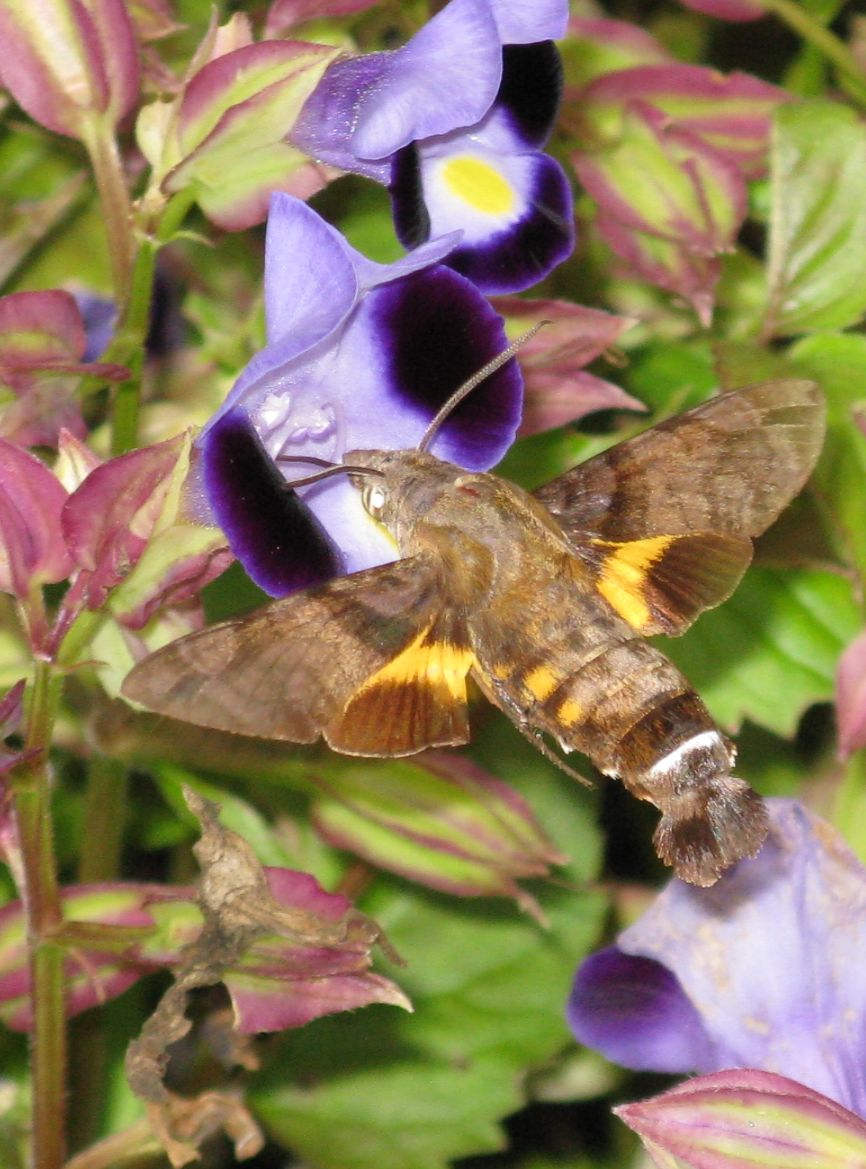
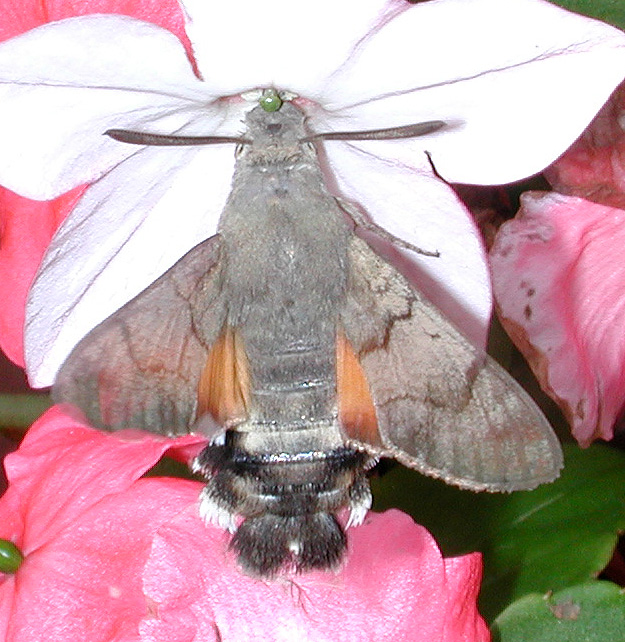
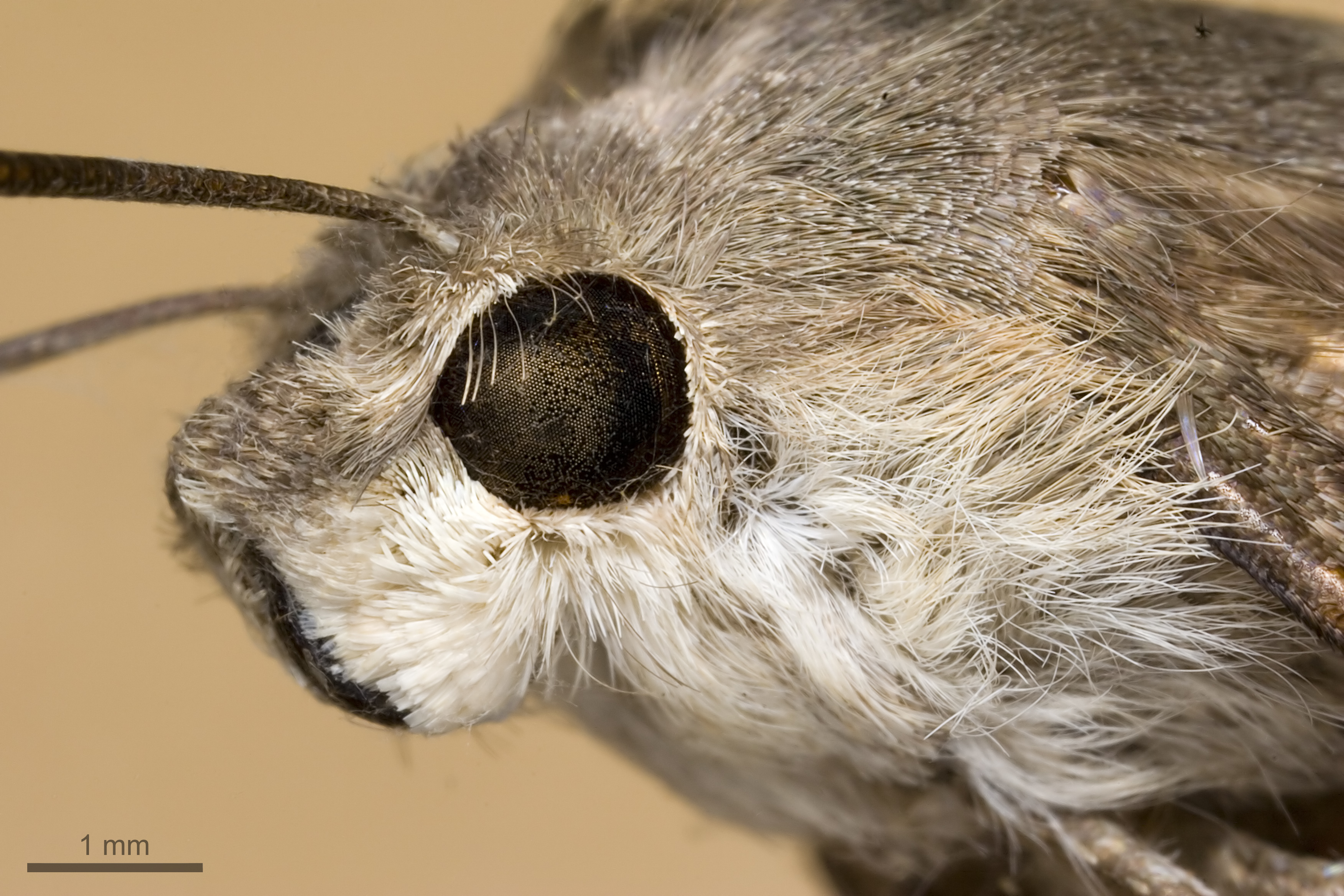
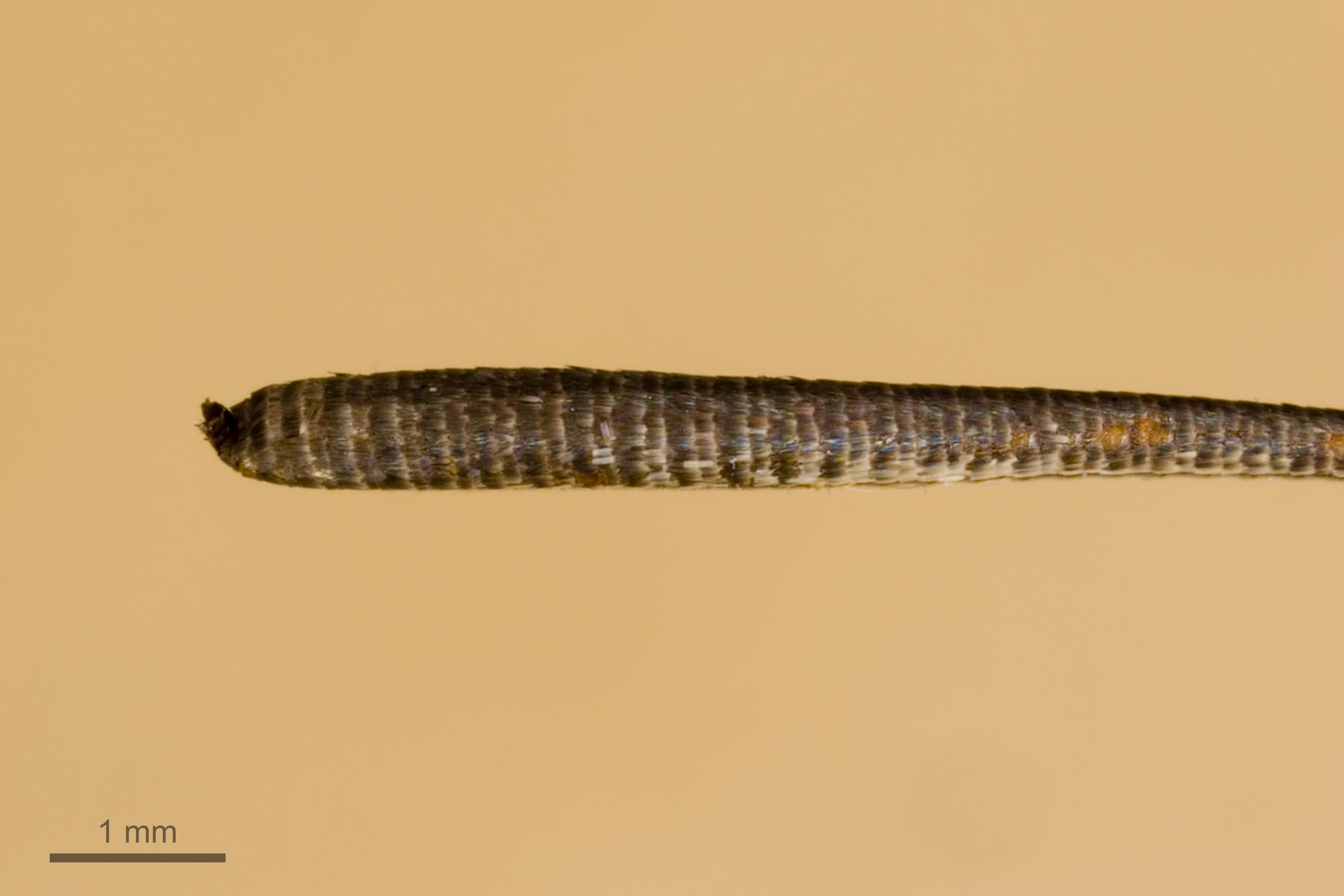
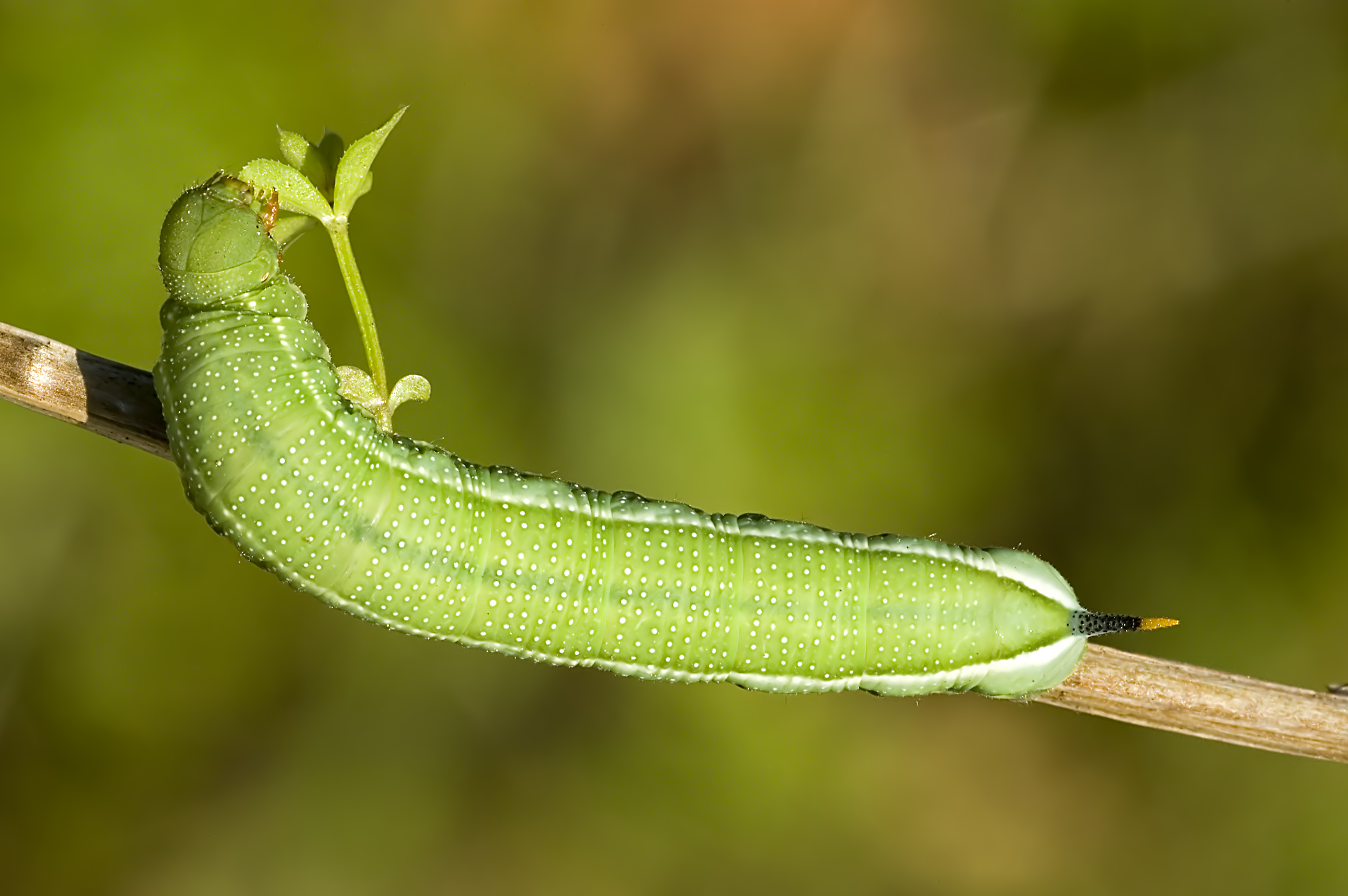

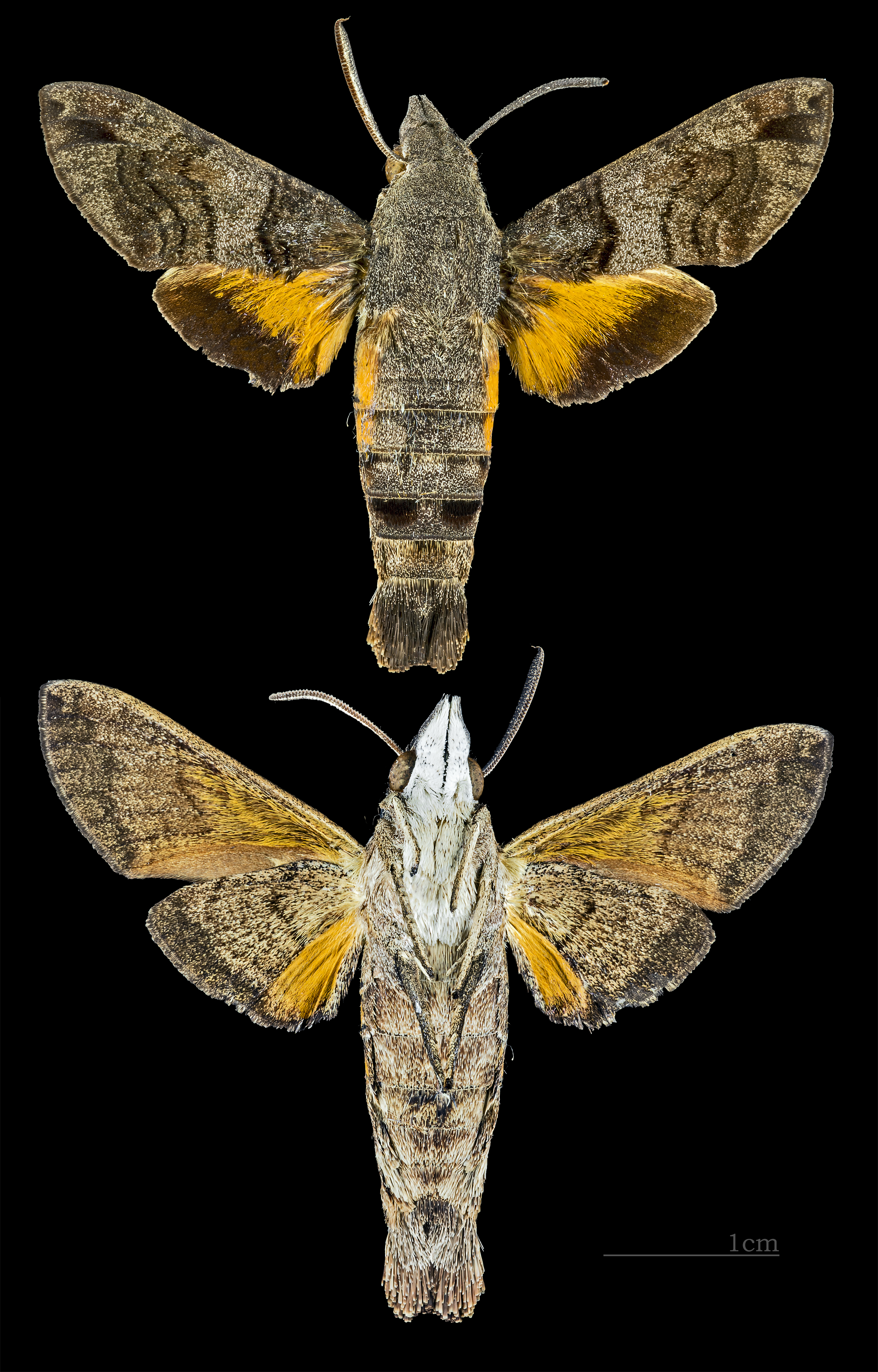
Macroglossum affictitia
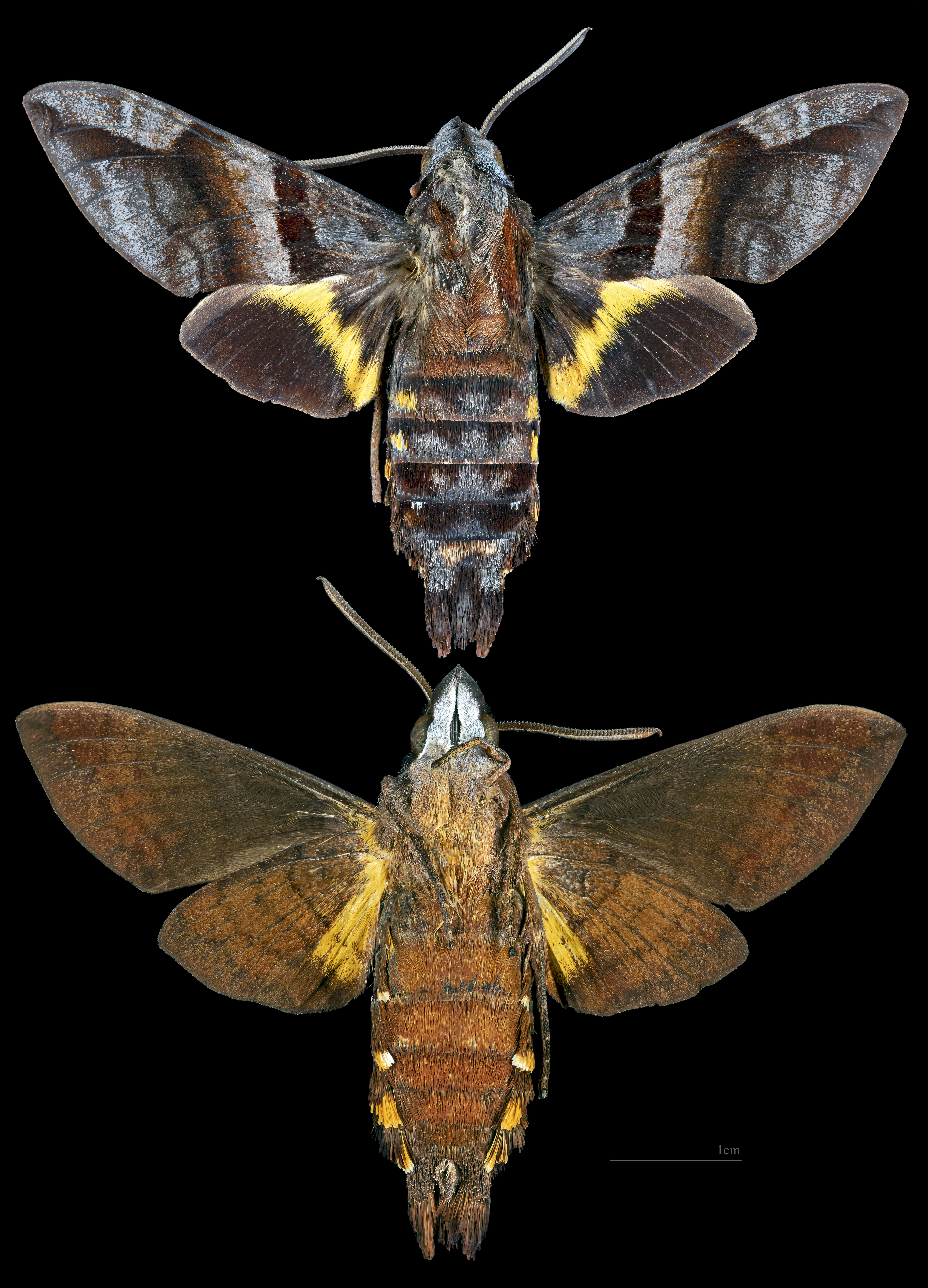
Macroglossum augarra
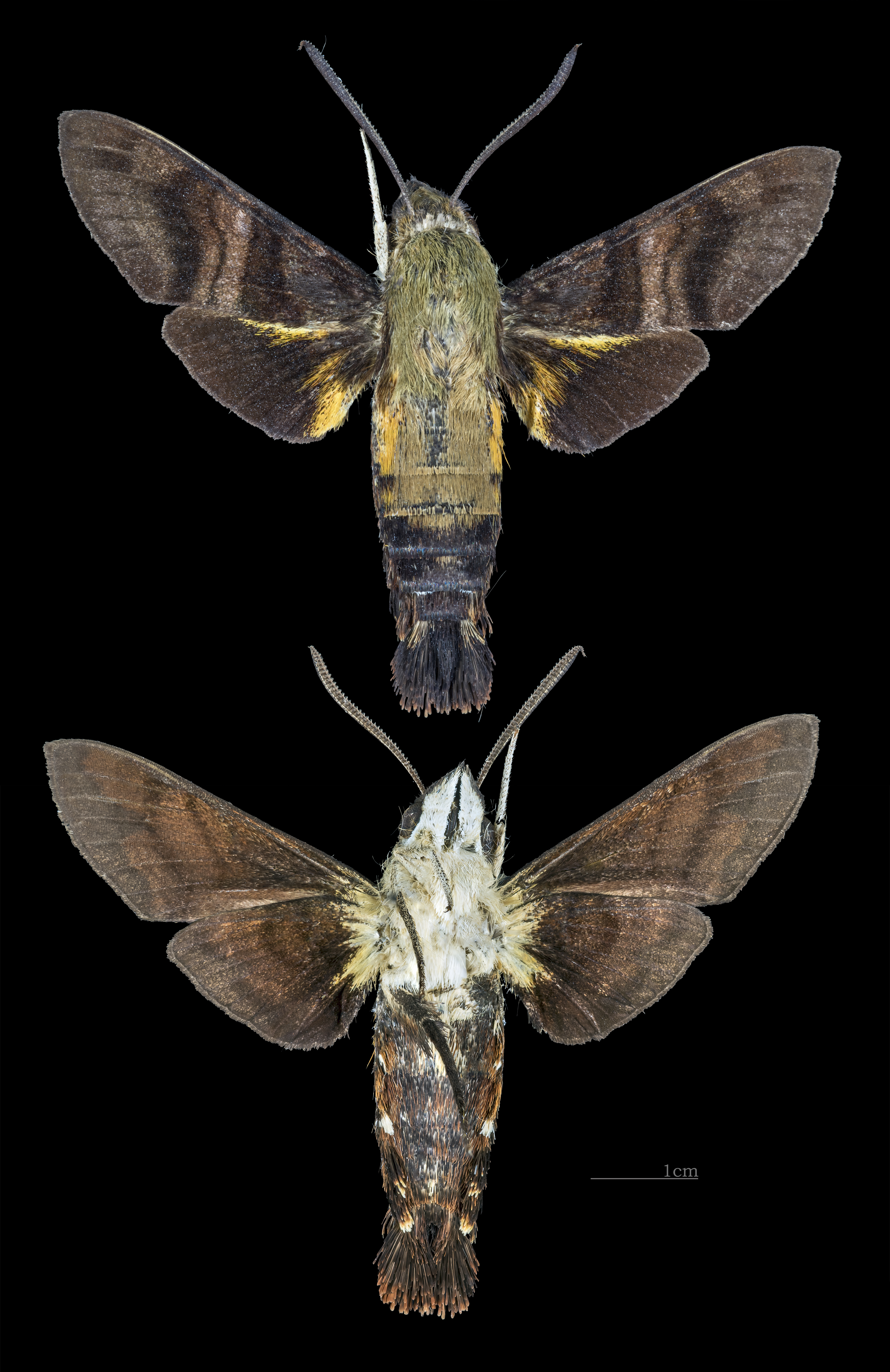
Macroglossum avicula
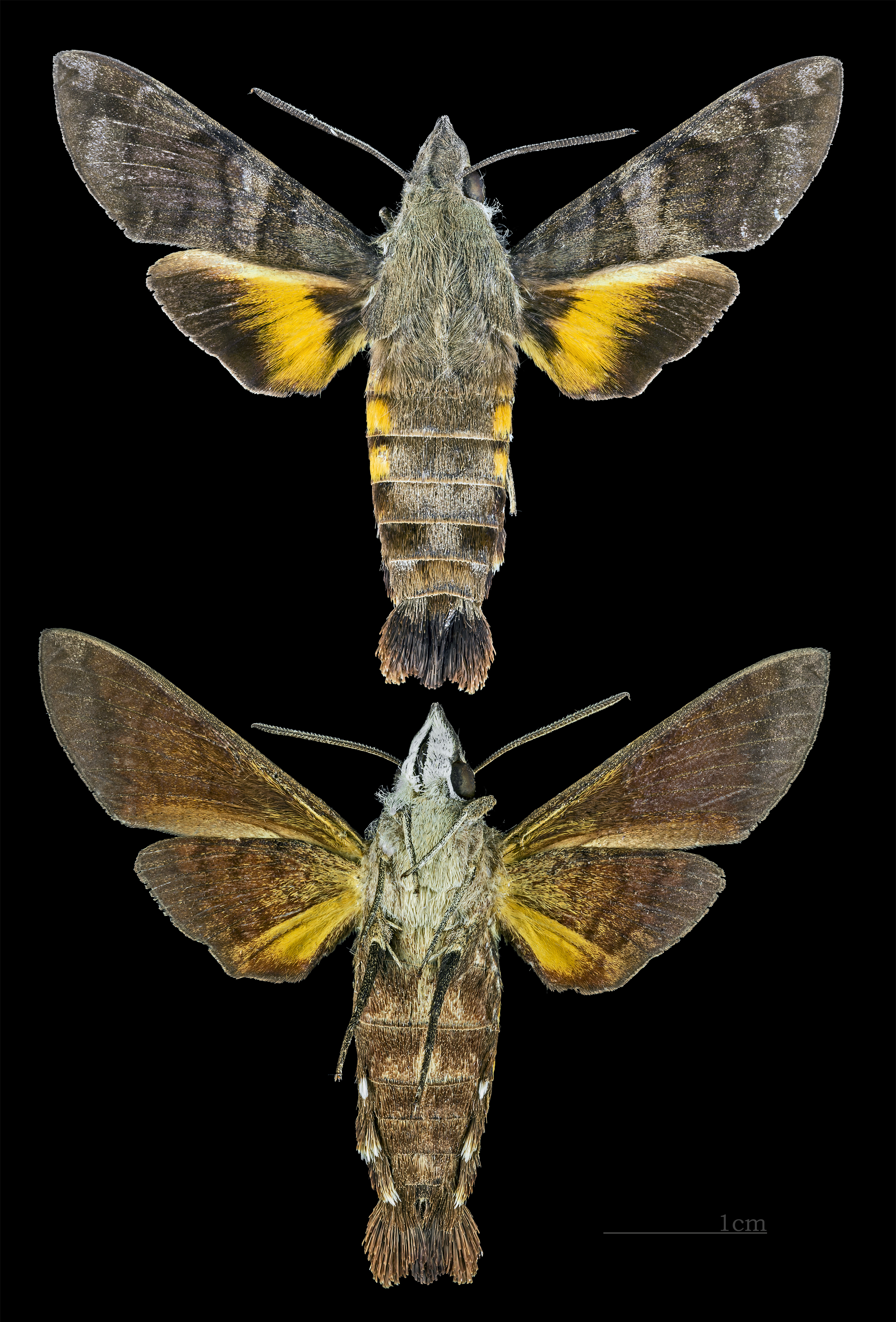
Macroglossum belis
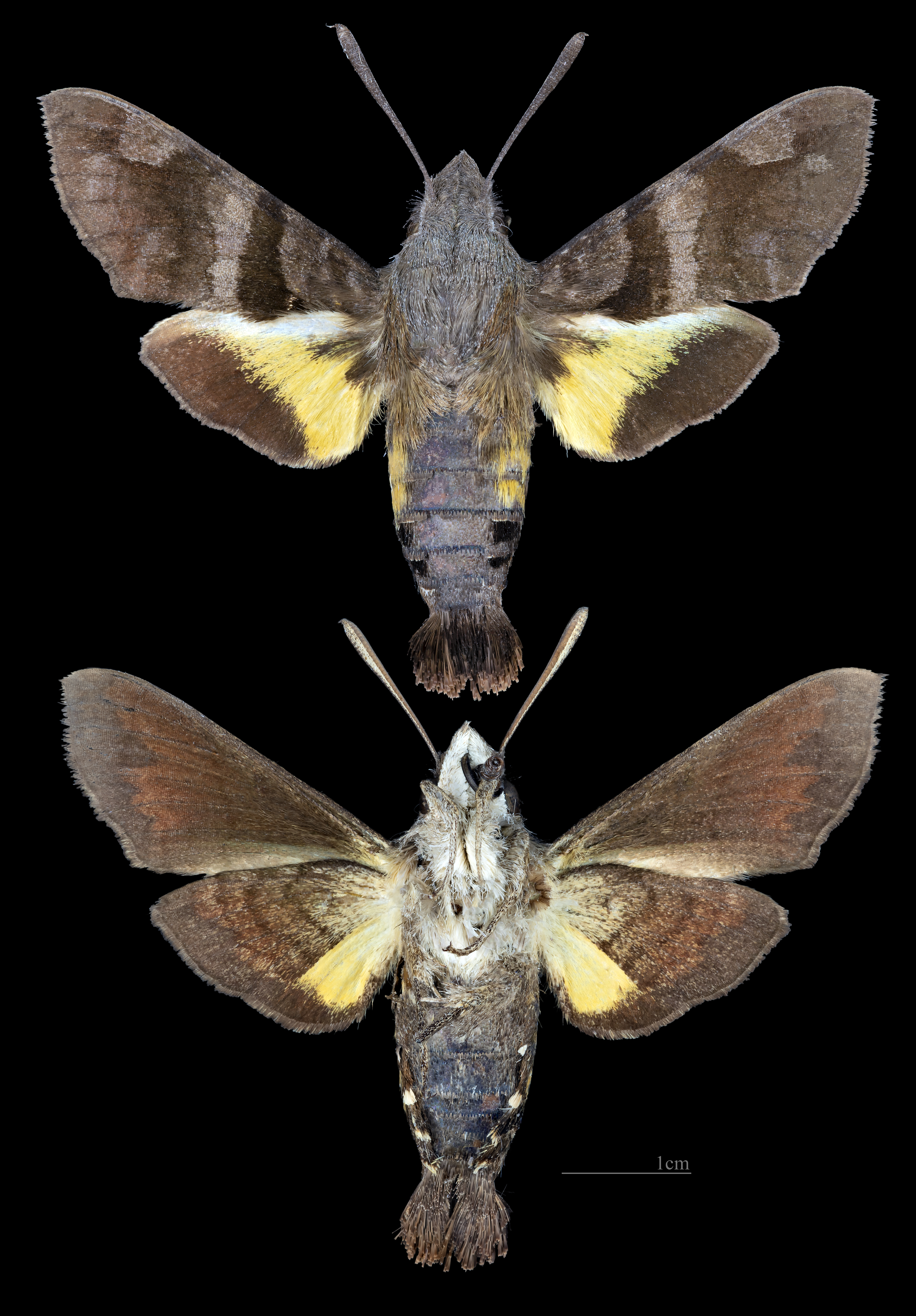
Macroglossum bifasciata
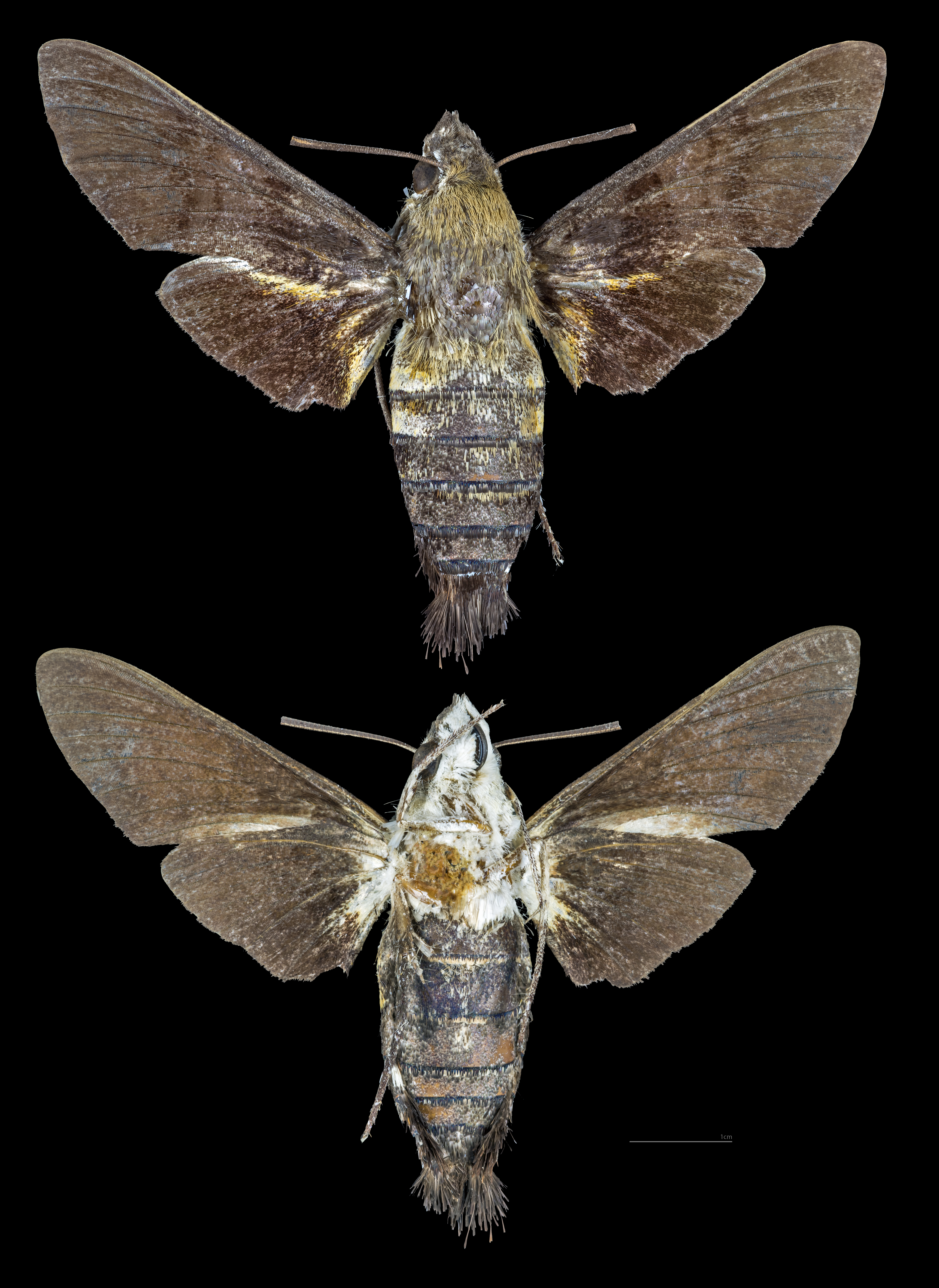
Macroglossum bombylans
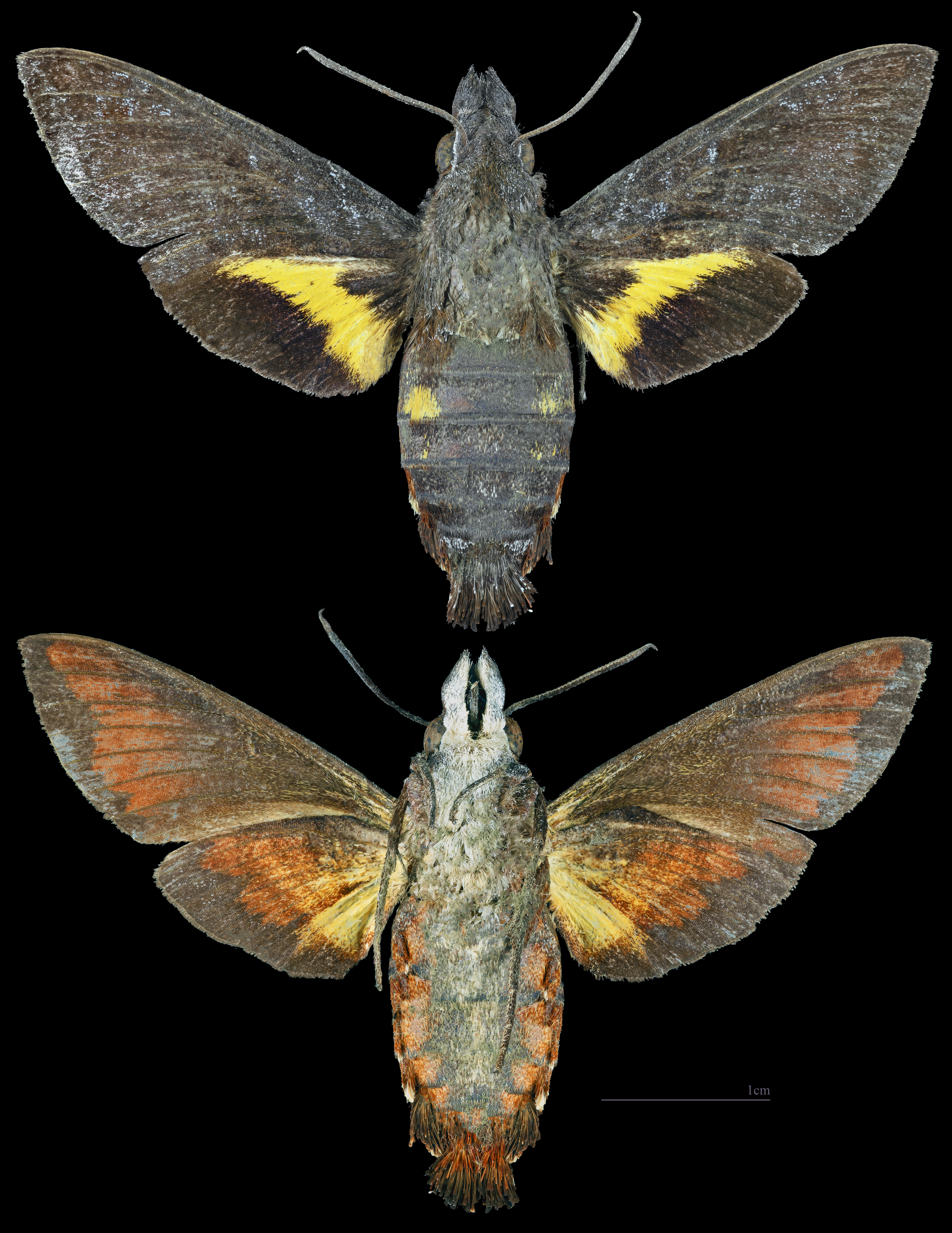
Macroglossum caldum
Macroglossum corythus
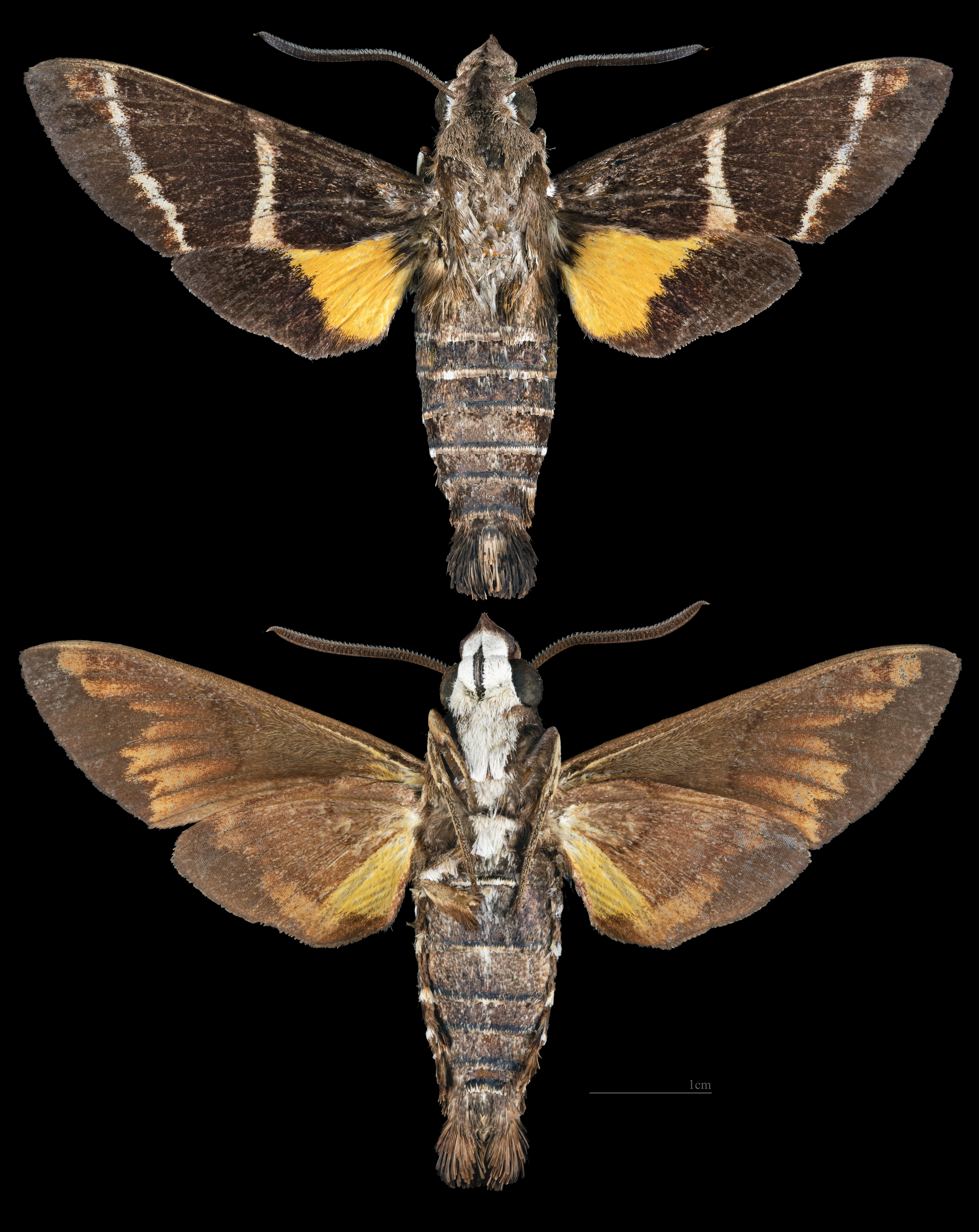
Macroglossum dohertyi
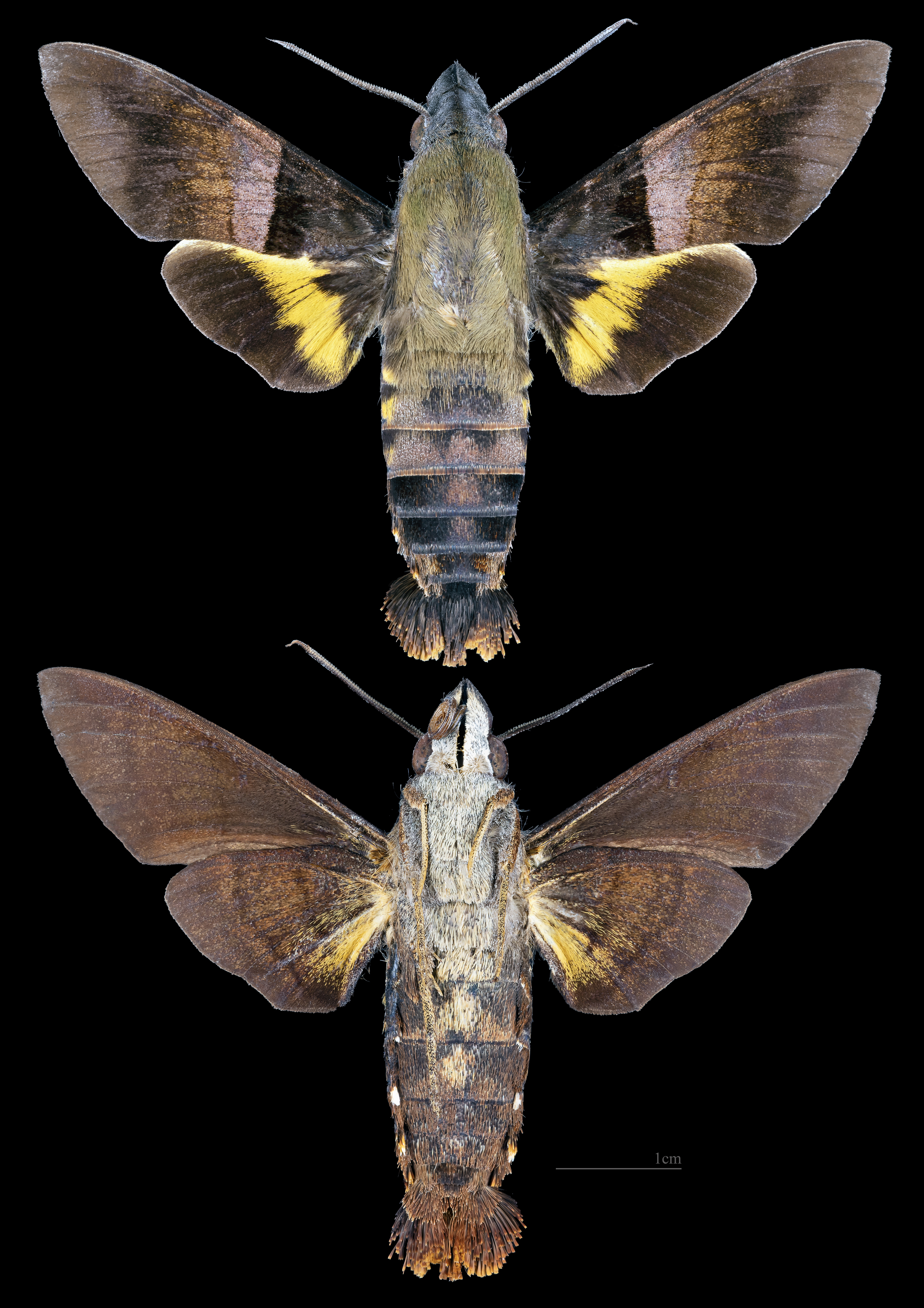
Macroglossum faro
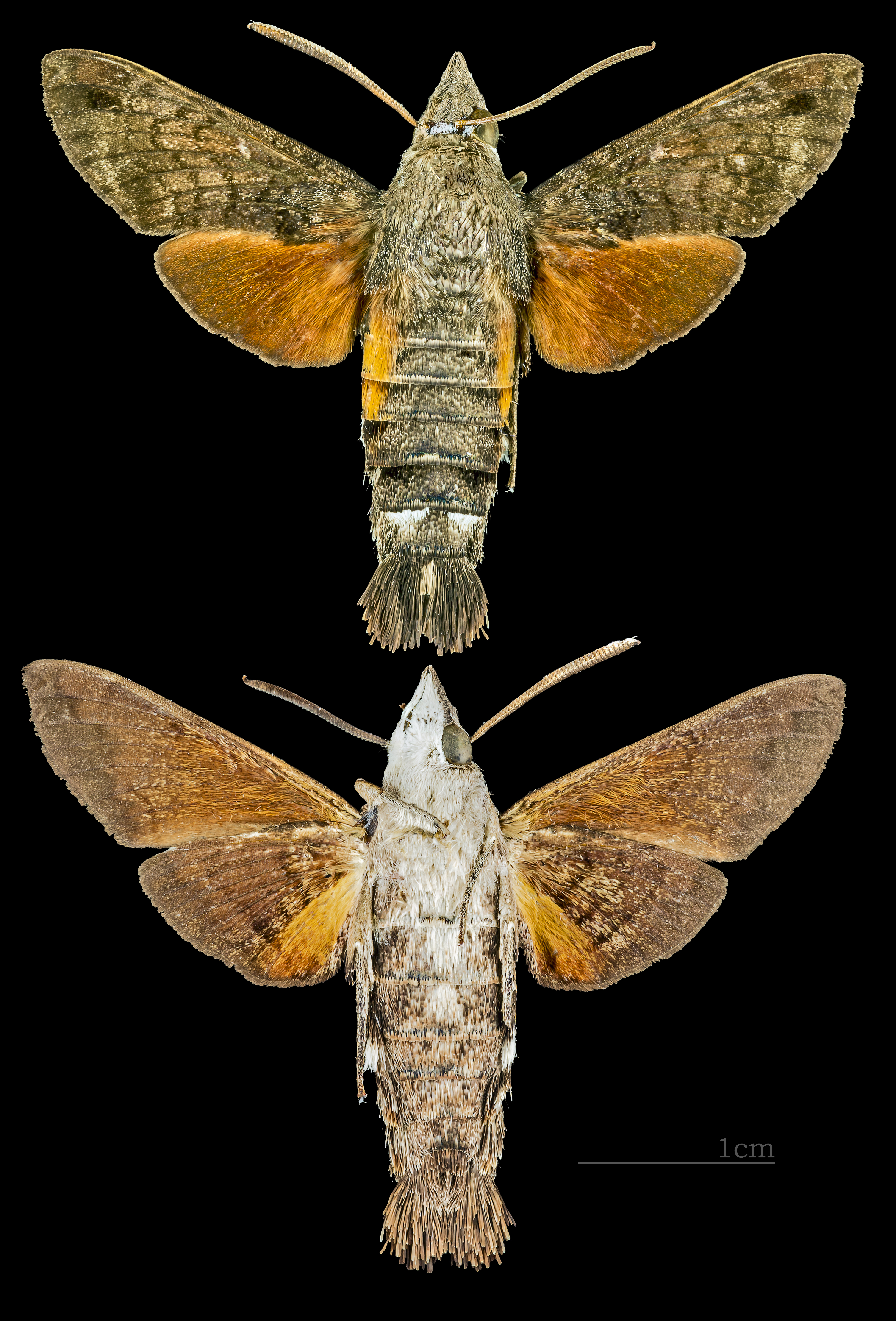
Macroglossum gyrans
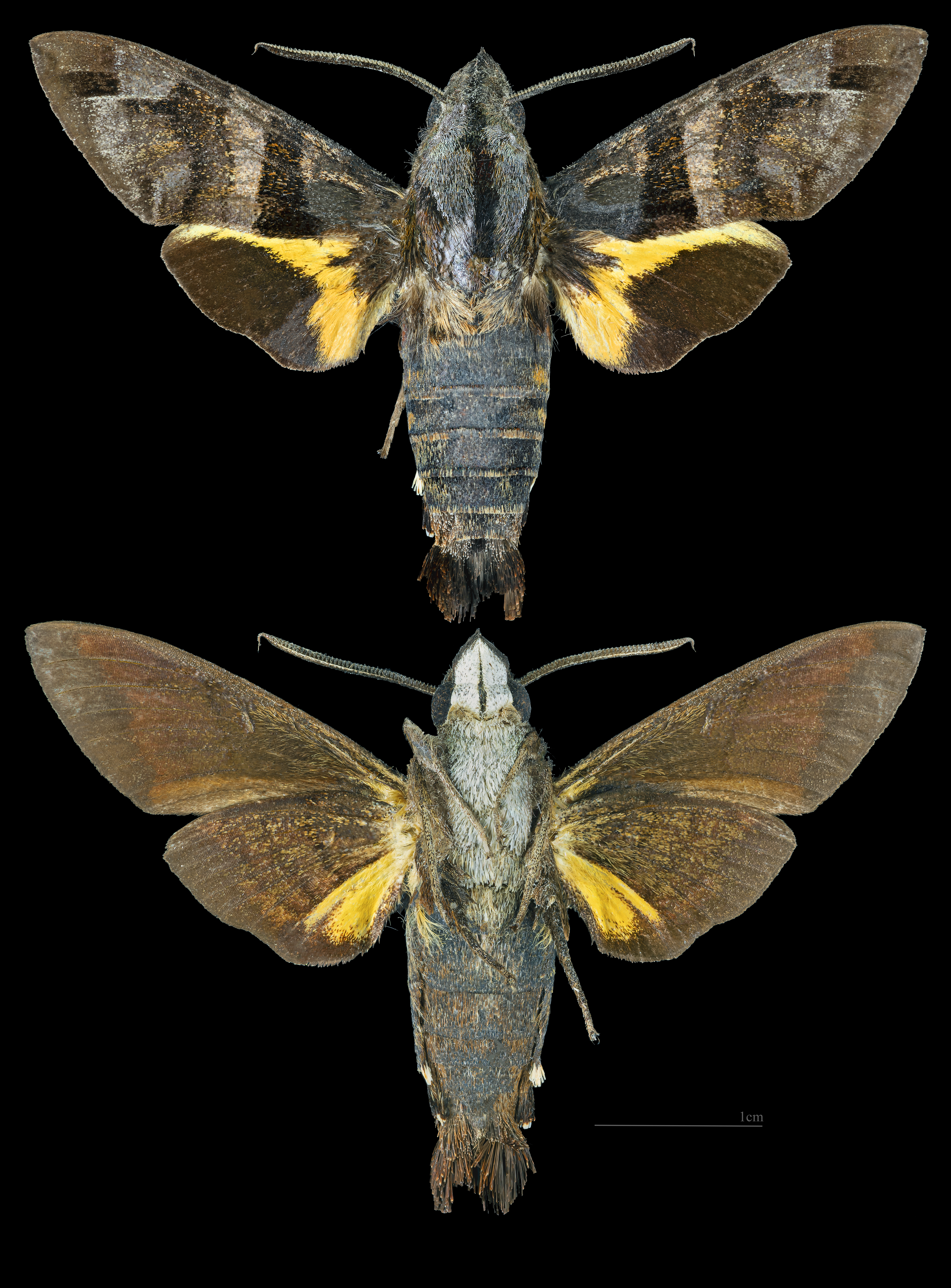
Macroglossum heliophila
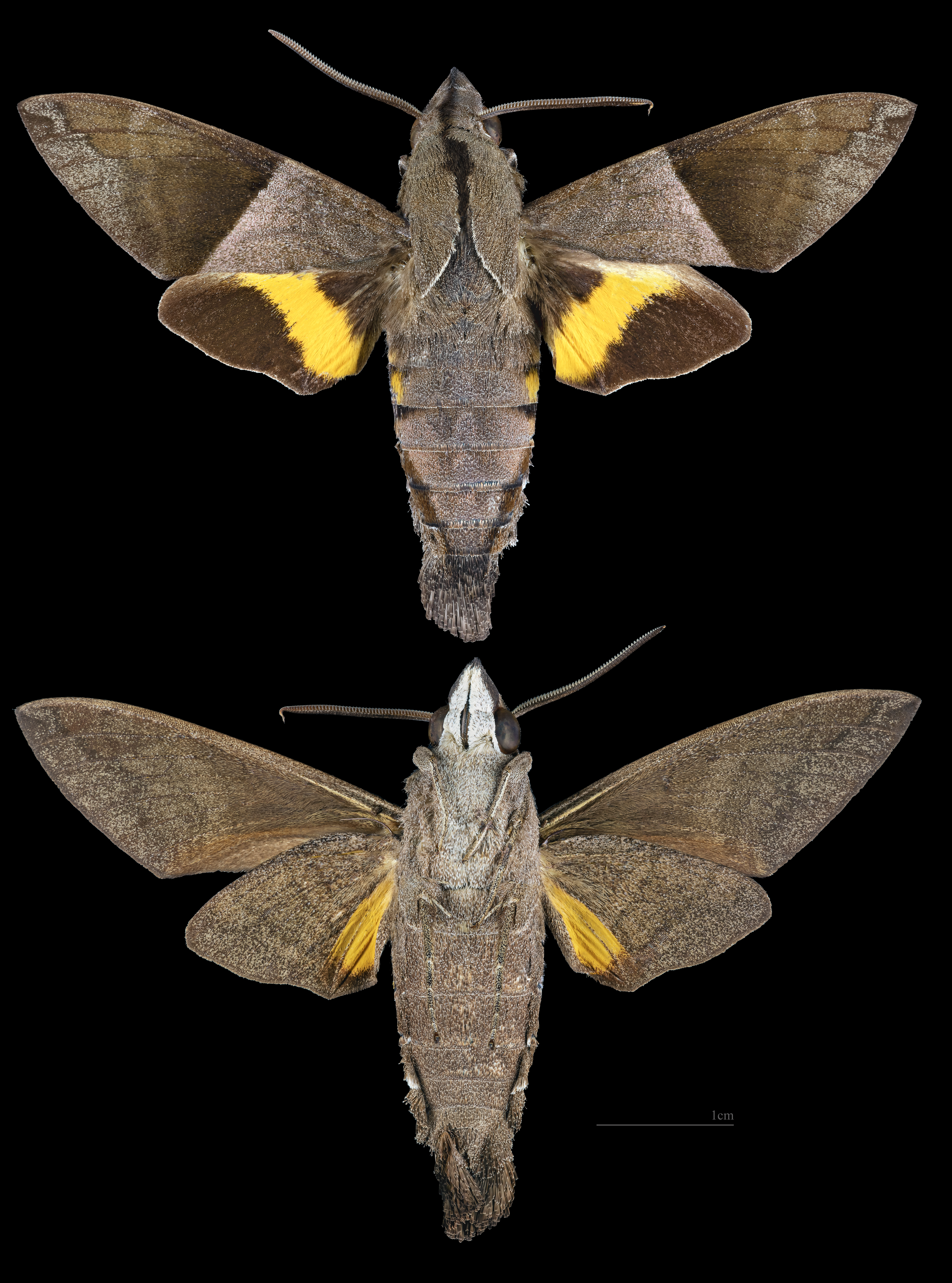
Macroglossum hemichroma
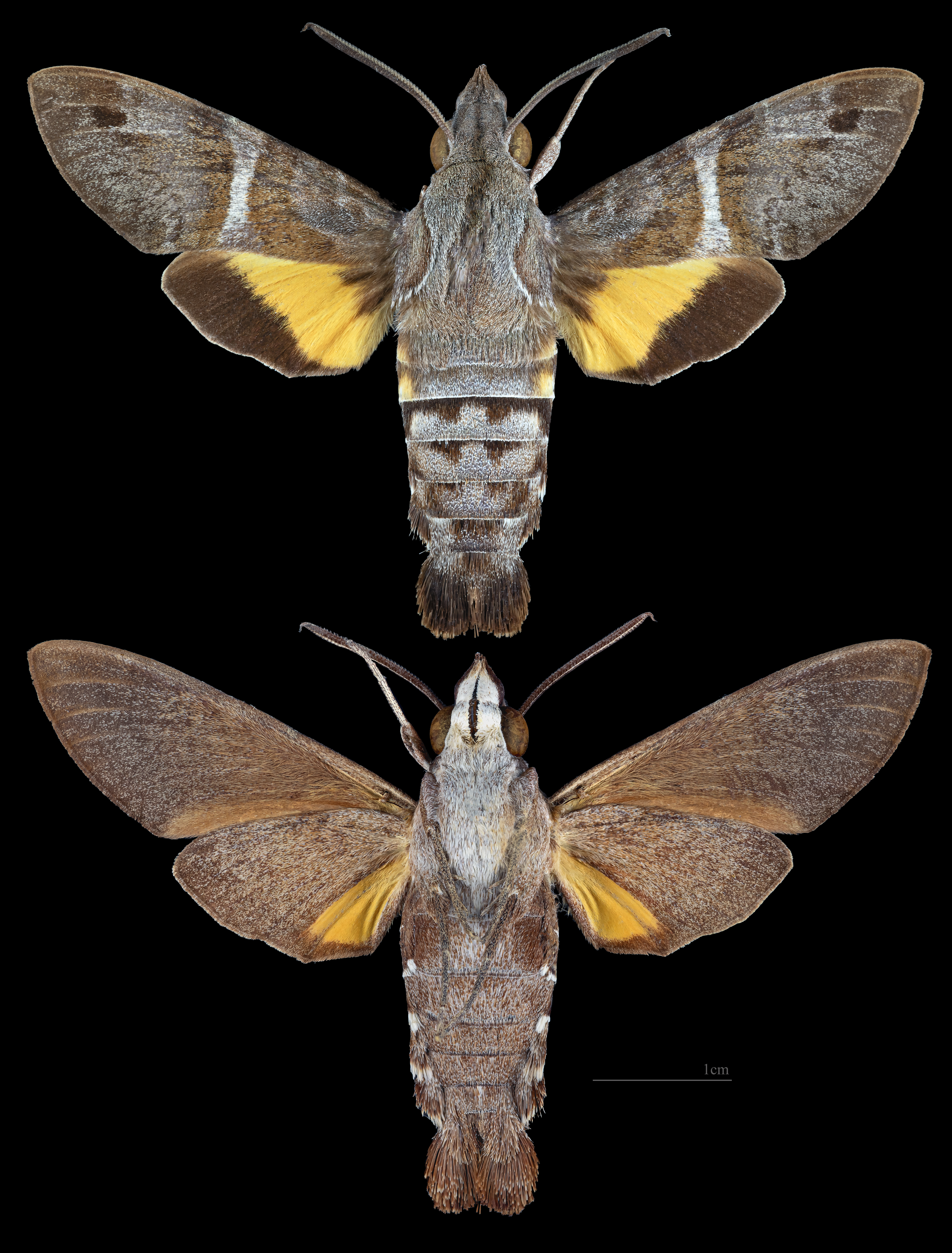
Macroglossum hirundo
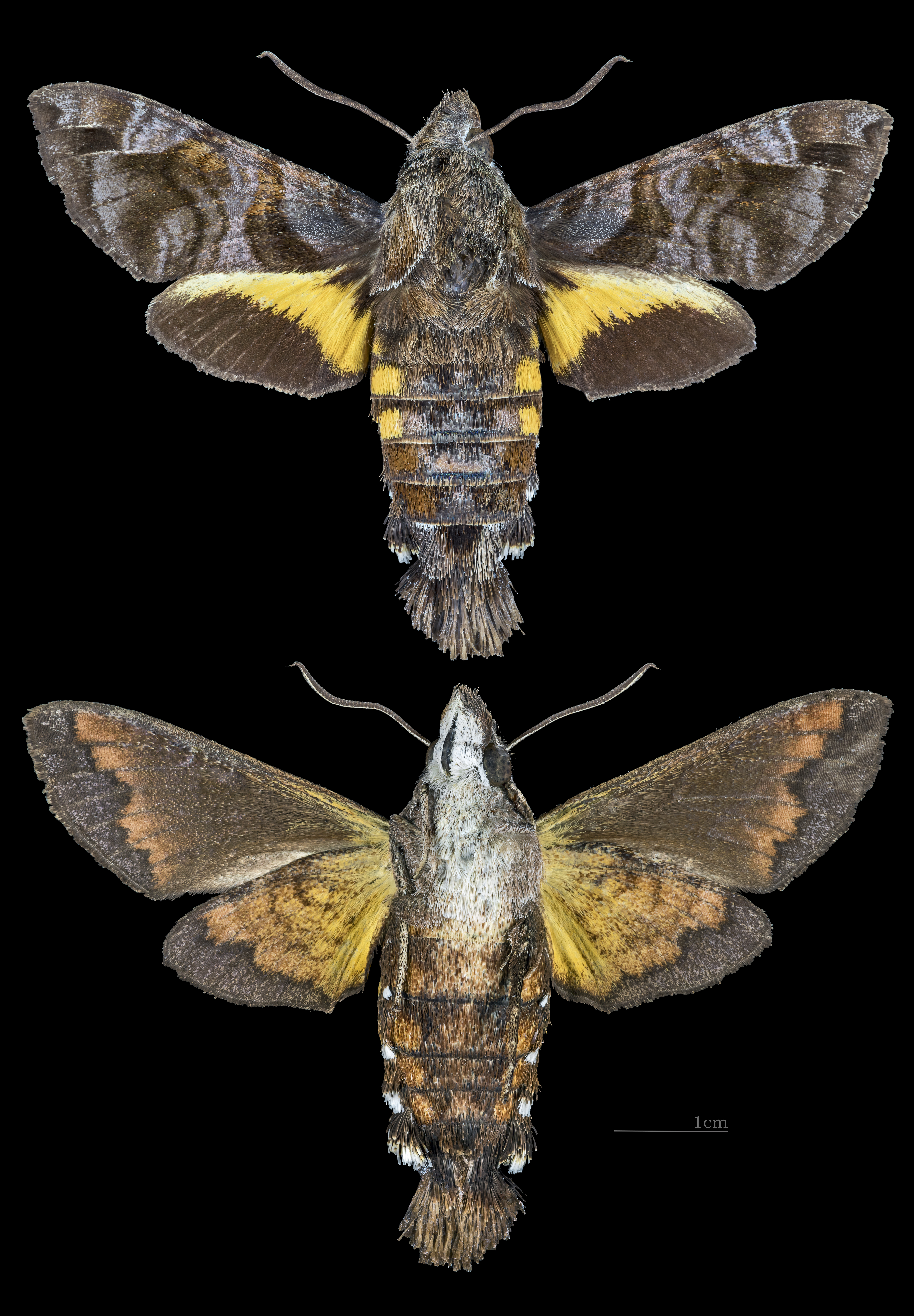
Macroglossum insipida
Macroglossum kitchingi
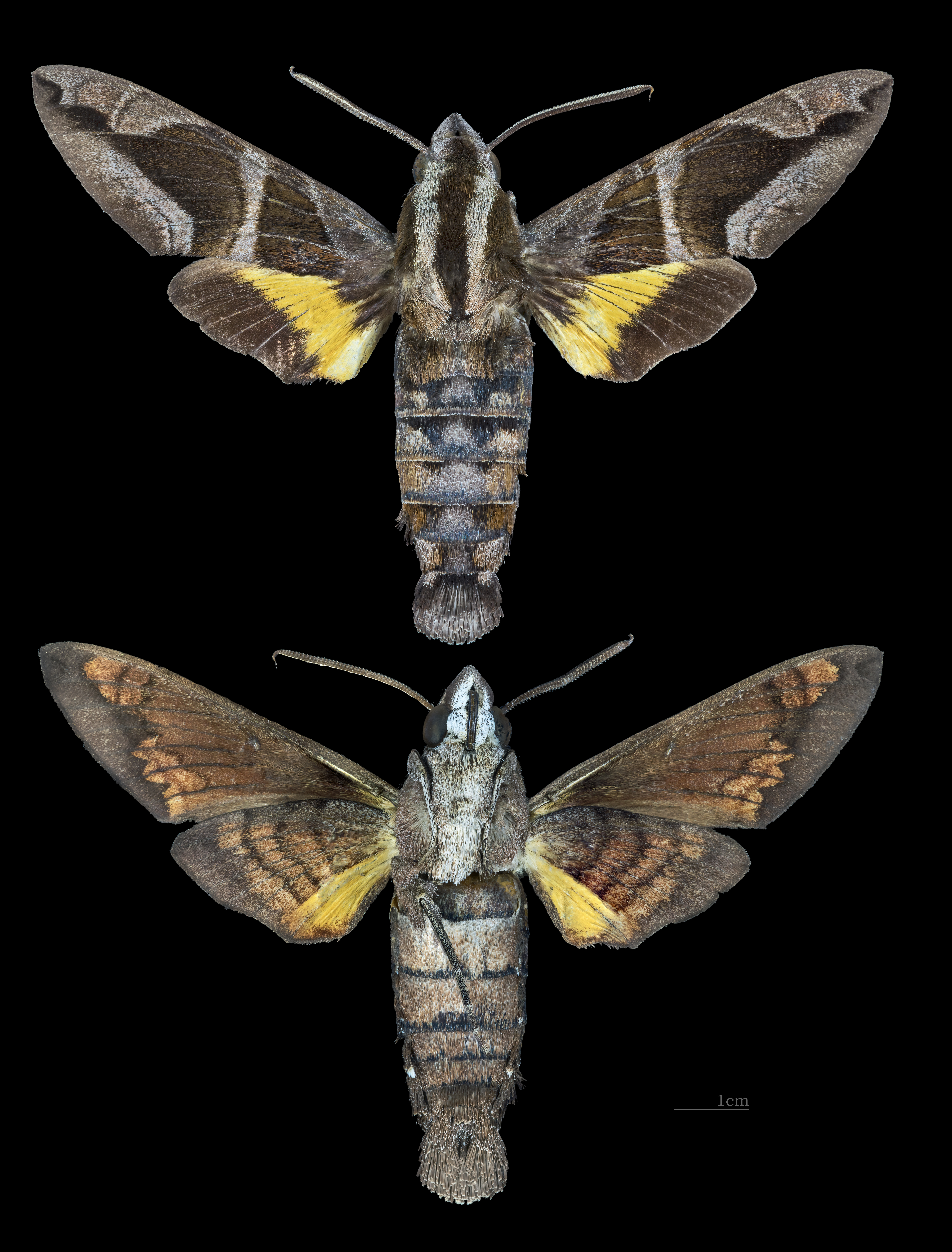
Macroglossum mitchelli
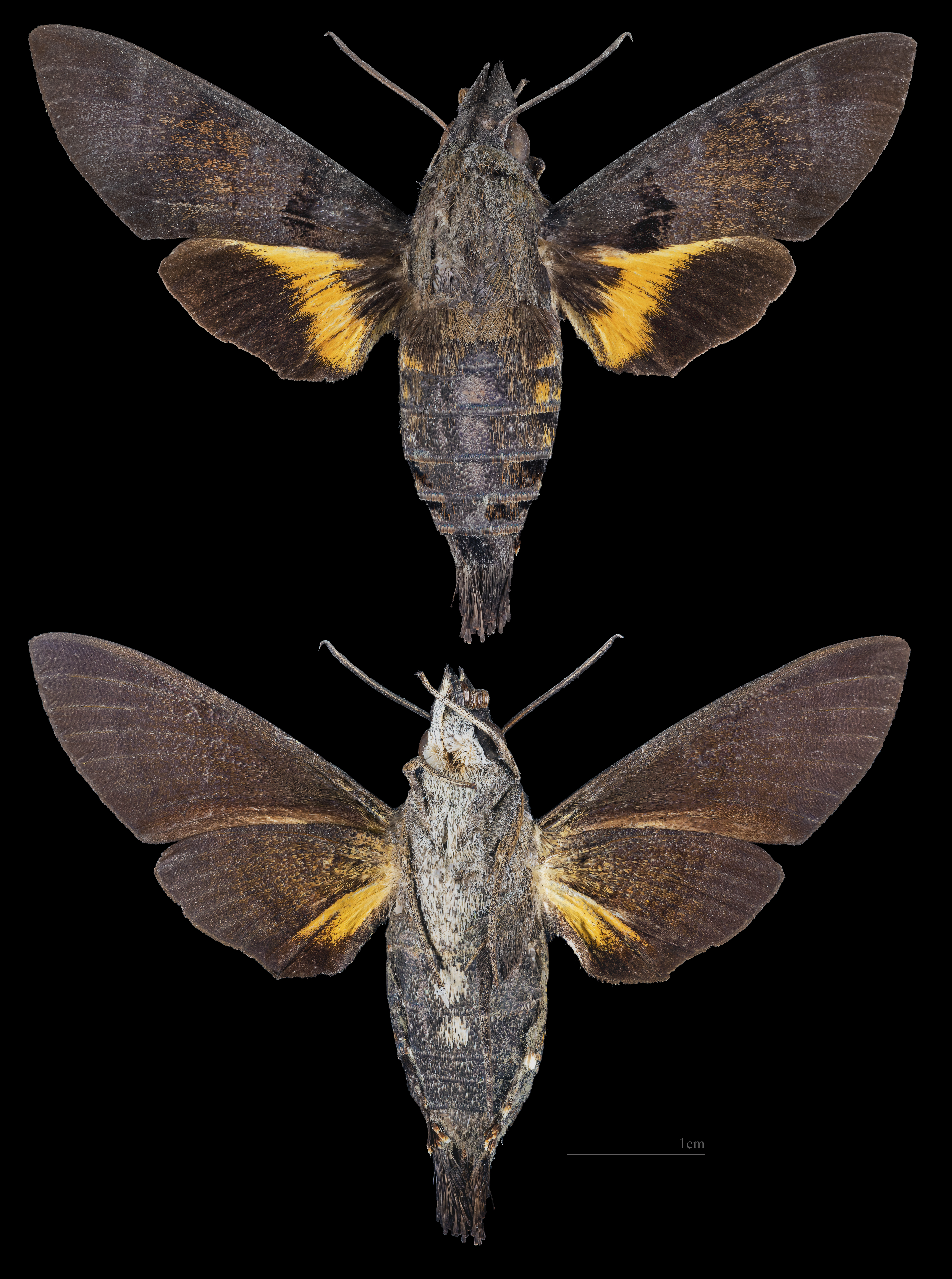
Macroglossum nigellum
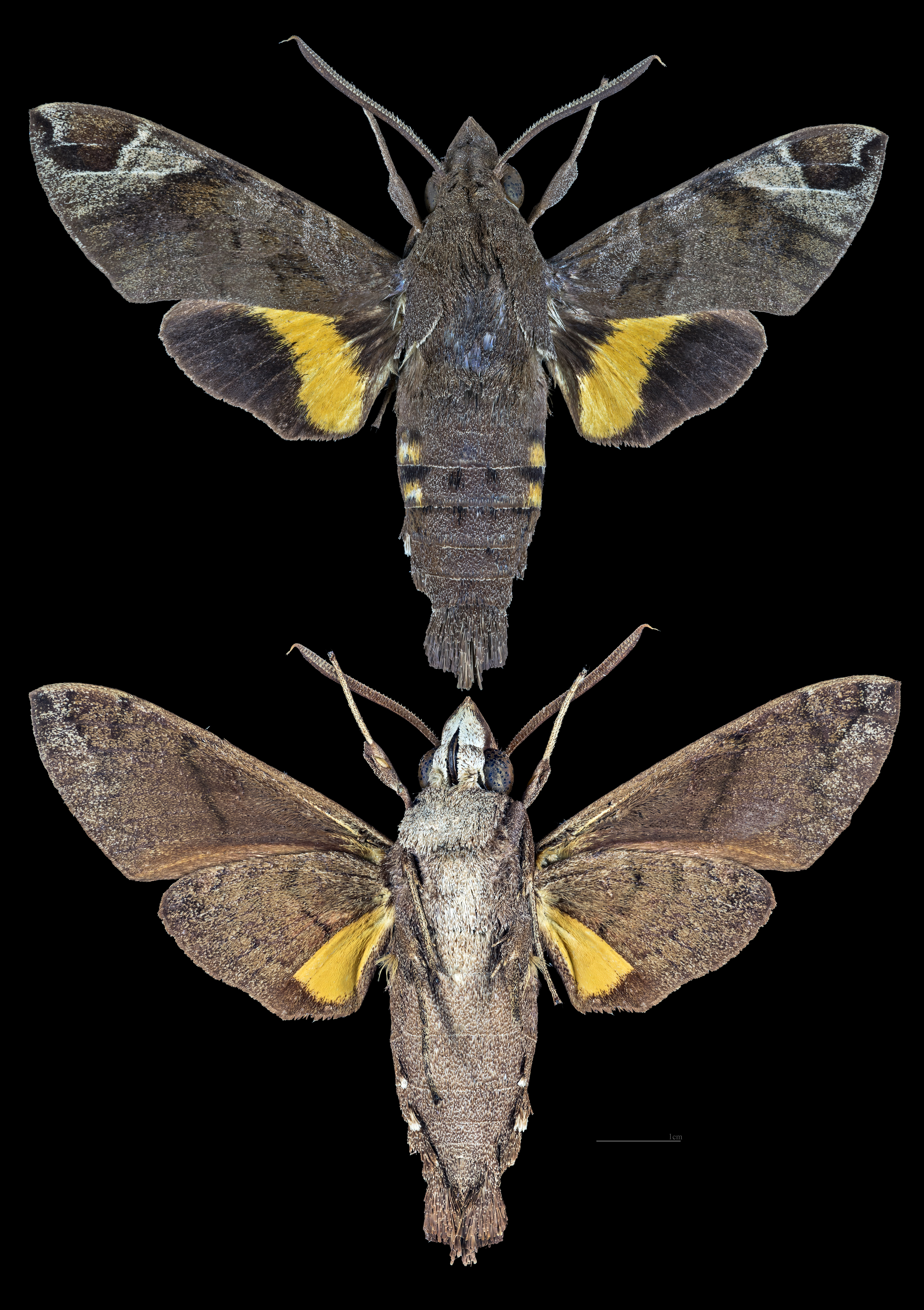
Macroglossum nubilum
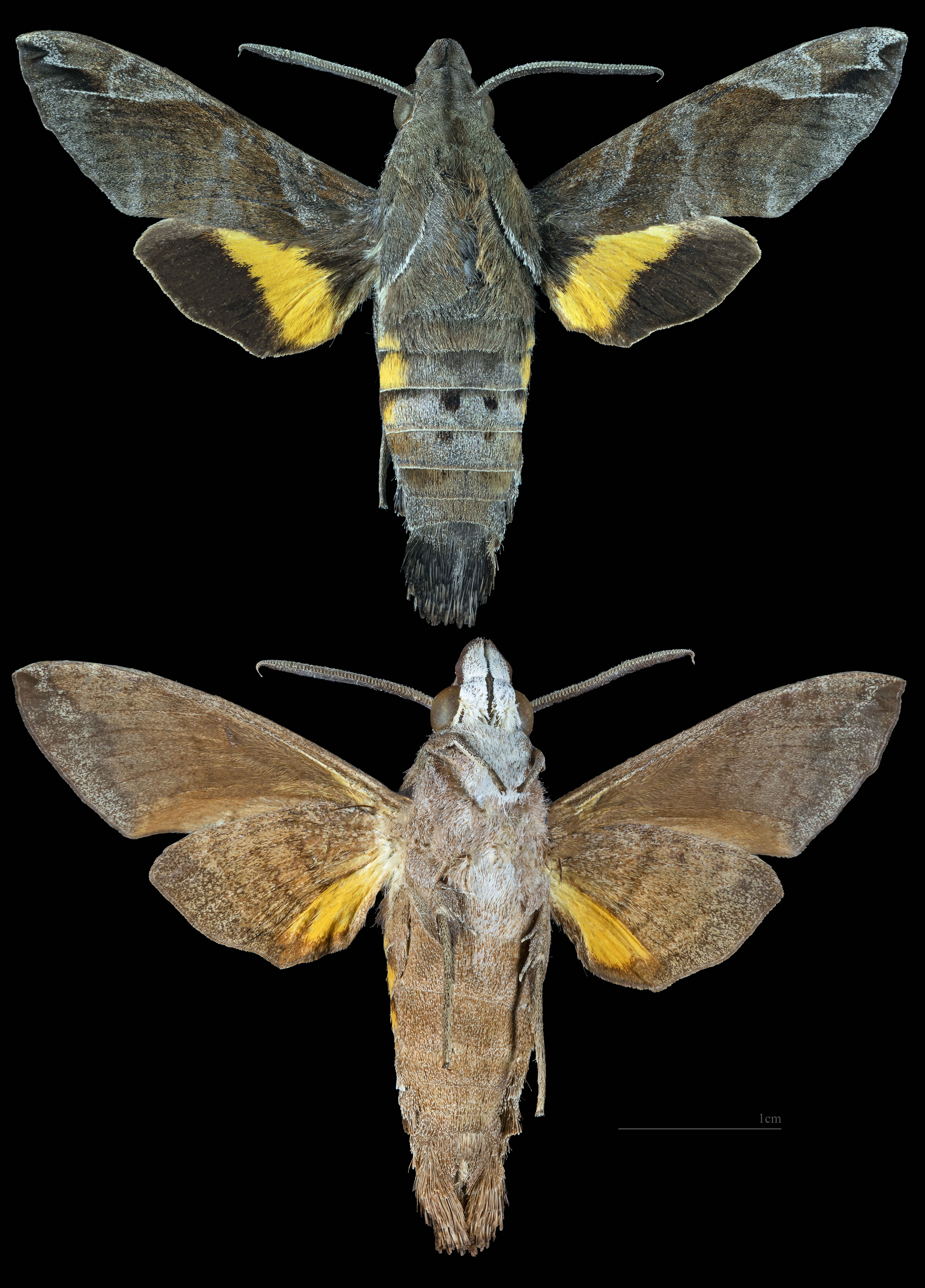
Macroglossum prometheus
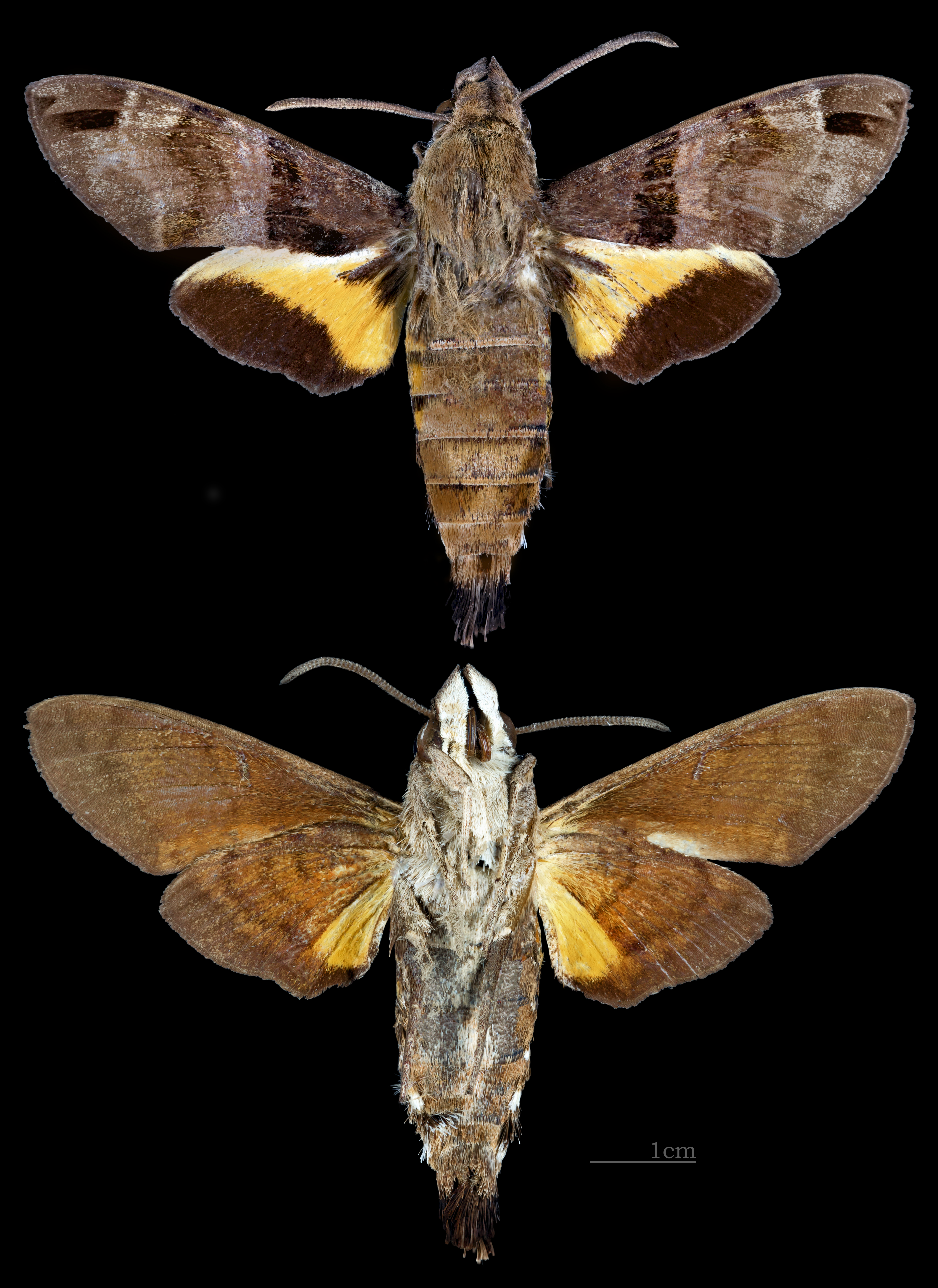
Macroglossum pyrrhosticta
Macroglossum reithi
Macroglossum semifasciata
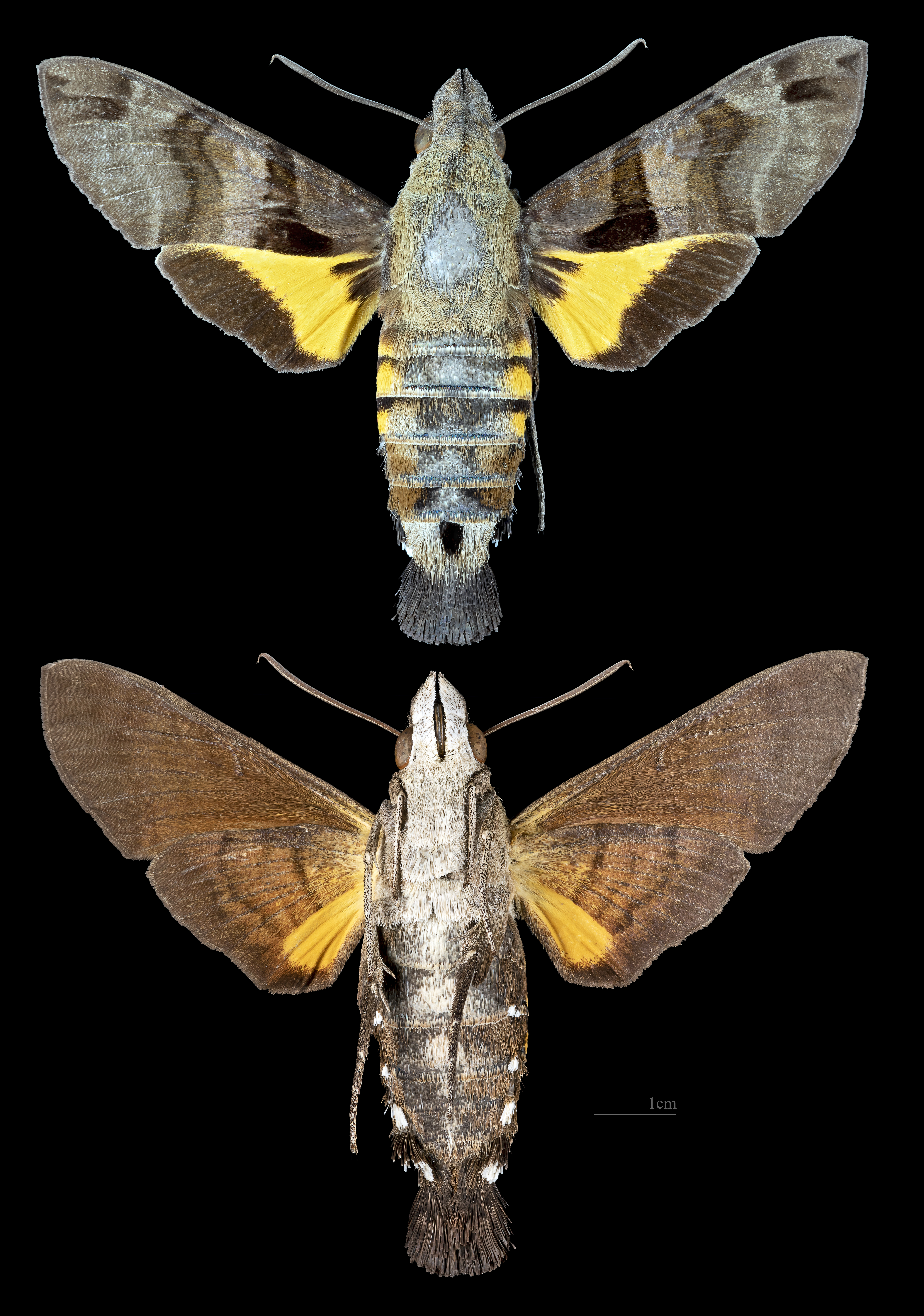
Macroglossum sitiene
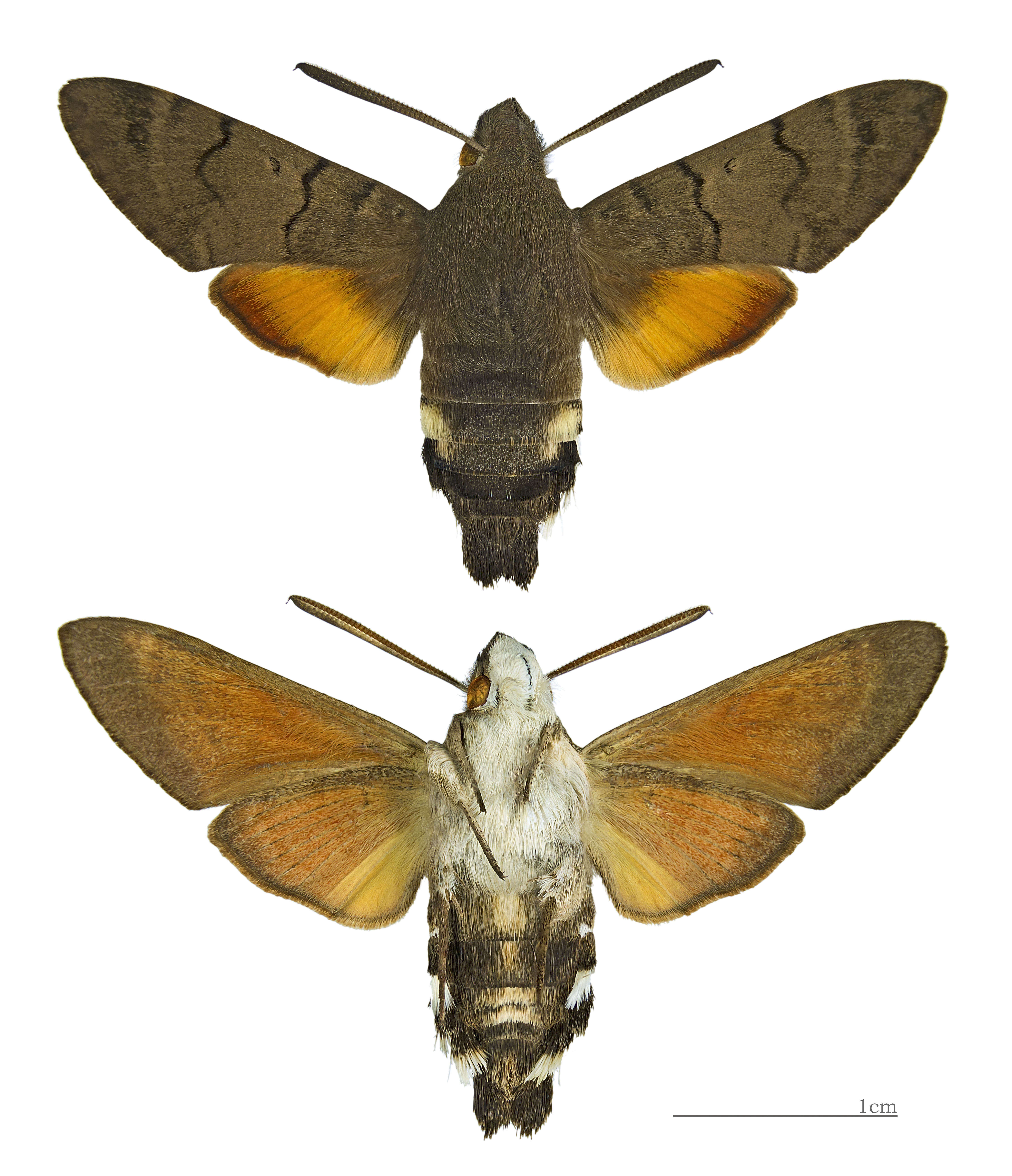
Macroglossum stellatarum
Macroglossum sylvia
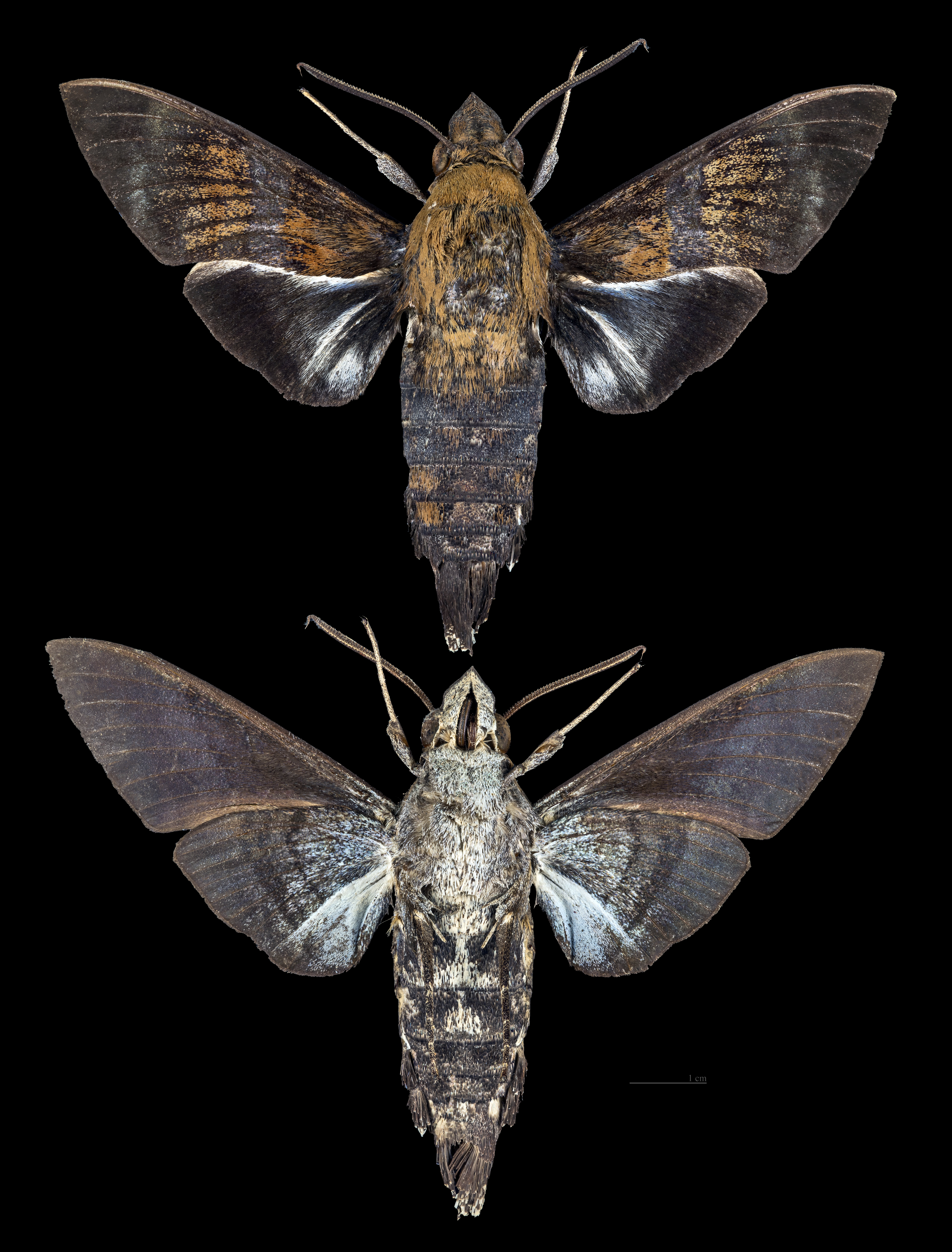
Macroglossum tenebrosa
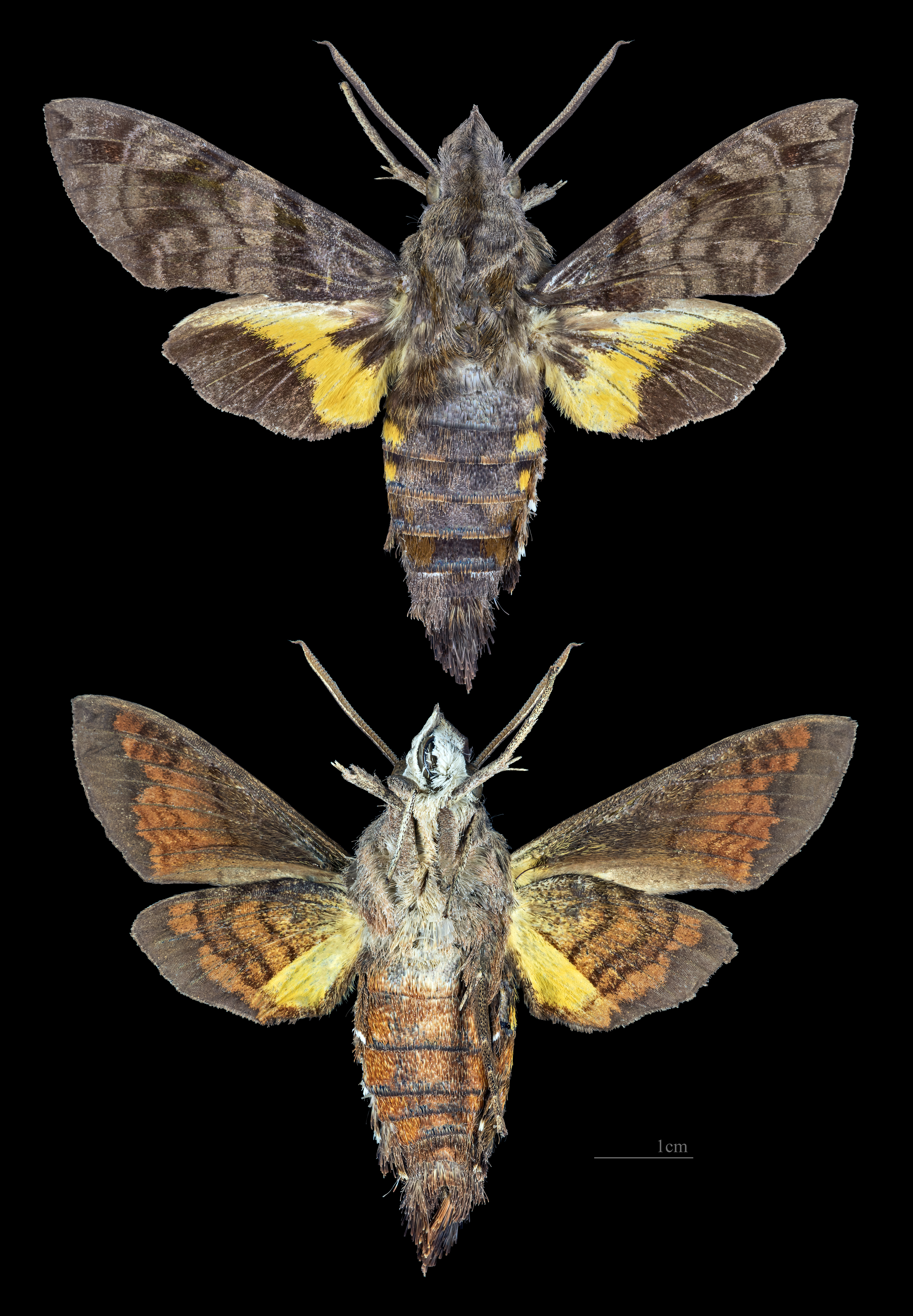
Macroglossum ungues